# 令和三年東京オリンピック競技大会・東京パラリンピック競技大会特別措置法
令和三年東京オリンピック競技大会・東京パラリンピック競技大会特別措置法（れいわさんねんとうきょうオリンピックきょうぎたいかい・とうきょうパラリンピックきょうぎたいかいとくべつそちほう、平成27年6月3日法律第33号）は、東京2020オリンピック・パラリンピックに向けた、推進本部の設置等・基本方針の策定・国有財産の無償使用・組織委員会への国の職員の派遣などに関する日本の法律である。
制定時の題名は平成三十二年東京オリンピック競技大会・東京パラリンピック競技大会特別措置法であったが、オリンピック・パラリンピックの1年延期に伴う改正で改題された。

## 概要
2013年（平成25年）9月7日の第125次IOC総会で、2020年（令和2年）のオリンピック・パラリンピックの開催地が東京に決定されると、政府はオリンピック・パラリンピックに向けた準備を本格化させた。同年9月13日には、国務大臣に「東京オリンピック・パラリンピック担当」が追加され、文部科学大臣が担当することとなった。しかし、専任の担当大臣の設置や財源確保・国有財産の無償使用などの特別の措置をとるためには新法の制定が必要であったため、この法律が制定された。
東京オリンピックについて国立競技場のデザイン案が白紙撤回されたり、オリンピックのエンブレムに盗作が疑われたりするなどの問題が起きたことを受けて、2016年（平成28年）6月1日には、第13条の2として、おおむね1年に1回、政府に対してその取組の状況を国会に報告するとともに、公表することを求める規定を追加する改正法が成立し、同年6月7日から施行された。
2018年（平成30年）6月13日には、2020年に限って3つの国民の祝日を移動させる改正法が成立した。
さらに、新型コロナウイルス感染症（COVID-19）の世界的流行の影響により、オリンピック・パラリンピックの開催が1年延期され2021年（令和3年）開催予定となったことを受け、推進本部の設置期間延長や2021年の祝日移動などを盛り込んだ改正法（令和2年法律第68号）が、2020年11月27日に成立し、同年12月28日に施行された。

## 法律の内容
- 「この法律は、令和三年に開催される東京オリンピック競技大会及び東京パラリンピック競技大会（以下「大会」と総称する。）が大規模かつ国家的に特に重要なスポーツの競技会であることに鑑み、大会の円滑な準備および運営に資するため、東京オリンピック競技大会・東京パラリンピック競技大会推進本部の設置及び基本方針の策定について定めるとともに、国有財産の無償使用等の特別の措置を講ずる」ことを趣旨とする（1条）。
- 内閣に、2022年3月31日まで（10条）、東京オリンピック競技大会・東京パラリンピック競技大会推進本部を置き（2条）、本部長に内閣総理大臣を（5条）、副本部長に内閣官房長官・東京オリンピック競技大会・東京パラリンピック競技大会担当大臣を（第6条）、本部員にこれら以外の全ての国務大臣を充て（7条）、組織する（4条）。
- 推進本部は、基本方針の案の作成・基本方針の実施の推進などを所掌事務とし（3条）、その遂行のため必要があるときは関係行政機関、地方公共団体、独立行政法人の長・特殊法人、組織委員会の代表者に資料の提出、意見の表明、説明その他必要な協力を求めることができ、特に必要があるときはこれら以外の者にも必要な協力を依頼することができる（8条）。
- 内閣総理大臣は、以下の事項を定めた基本方針の案を作成し、閣議決定を求めなければならない（13条）。
  - 意義に関する事項（第1号）
  - 政府が実施すべき施策に関する基本的な方針（第2号）
  - 政府が講ずべき措置に関する計画（第3号）
  - その他必要な事項（第4号）
- 政府は、おおむね1年に1回、大会の円滑な準備及び運営の推進に関する政府の取組の状況についての報告を国会に提出するとともに、これを公表しなければならない（13条の2）。
- 国は、組織委員会などに対し、国有財産（皇居外苑、北の丸公園陸上および自衛隊朝霞訓練場など[3] ）を無償で使用させることができる（14条）。
- 日本郵便株式会社は、組織委員会が調達する資金に充てることを目的として寄附金を加算した郵便葉書・郵便切手を発行することができる（15条）。
- 組織委員会は一般職の国の職員[注釈 3] の派遣を要請することができ（16条）、任命権者は要請を相当と認めるときは職員の同意を得て、かつ、条件などを明示して3年以内[注釈 4] の期間、職員を派遣することができる(第17条)。
- 派遣された職員について、職務への復帰（18条）、派遣中の給与等（19条）、関連法律[注釈 5] や復帰後の待遇において不利に扱われないようにすること（20条から25条まで）などを規定する。
- 組織委員会の役職員を、刑法その他の罰則[注釈 6] の適用について、公務に従事する職員とみなすものとする（いわゆるみなし公務員。28条）。
- 2020年・2021年の国民の祝日を、次の通り変更する（32条）。
  - 海の日（7月第3月曜日） → 7月23日（2020年） / 7月22日（2021年）
  - 山の日（8月11日） → 8月10日（2020年） / 8月8日[注釈 7]（2021年）
  - スポーツの日（10月第2月曜日） → 7月24日（2020年） / 7月23日（2021年）
- 内閣法を改正し、国務大臣の定数を2022年3月31日まで一人増加させる（附則2条）。

## 経緯
2014年（平成26年）10月28日に、第187回国会に提出され、衆議院で可決されたが、同年11月21日に衆議院が解散されたため未了となった。
2015年（平成27年）2月20日に、第189回国会に再び提出され、同年4月28日に衆議院で、同年5月27日に参議院でそれぞれ可決され、成立した。
2015年（平成27年）6月3日に公布され、「公布の日から一月を超えない範囲内において政令で定める日から施行する」（附則第1条）こととなり、2015年（平成27年）6月25日から施行された。
2020年（令和2年）5月29日に、東京オリンピック競技大会及び東京パラリンピック競技大会が2021年に延期されたことにともなう改正の法案が、第201回国会に提出されるが継続審議になり、次の第202回国会においても継続審議になった。
第203回国会において、改正法案が、2020年（令和2年）11月19日に衆議院で、同年11月27日に参議院でそれぞれ可決され、成立した。この改正の結果、法律名が「平成三十二年東京オリンピック競技大会・東京パラリンピック競技大会特別措置法」から令和改元後の「令和三年東京オリンピック競技大会・東京パラリンピック競技大会特別措置法」に変更されることとなった。
改正法（令和2年法律第68号）は、2020年（令和2年）12月4日に公布され、「公布の日から三月を超えない範囲内において政令で定める日から施行する」（附則第1項）こととなり、同月28日から施行された。

## 構成
- 第1章　総則（第1条）
- 第2章　東京オリンピック競技大会・東京パラリンピック競技大会推進本部（第2条 - 第12条）
- 第3章　基本方針等（第13条・第13条の2）
- 第4章　大会の円滑な準備及び運営のための支援措置等
  - 第1節　国有財産の無償使用（第14条）
  - 第2節　寄附金付郵便葉書等の発行の特例（第15条）
  - 第3節　組織委員会への国の職員の派遣等（第16条 - 第28条）
  - 第4節　重要施設の周辺地域の上空における小型無人機等の飛行の禁止に関する法律の特例（第29条 - 第31条）
- 第5章　国民の祝日に関する法律の特例（第32条）

- 附則